# José Ignacio Bartolache
José Ignacio Bartolache y Díaz Posada (Guanajuato,  30 de marzo de 1739 - Ciudad de México, 10 de junio de 1790) fue un médico y matemático novohispano. Publicó El Mercurio Volante, periódico que contenía noticias importantes y curiosas sobre varios asuntos de física y medicina. Tradujo algunas obras del español al náhuatl.

## Biografía

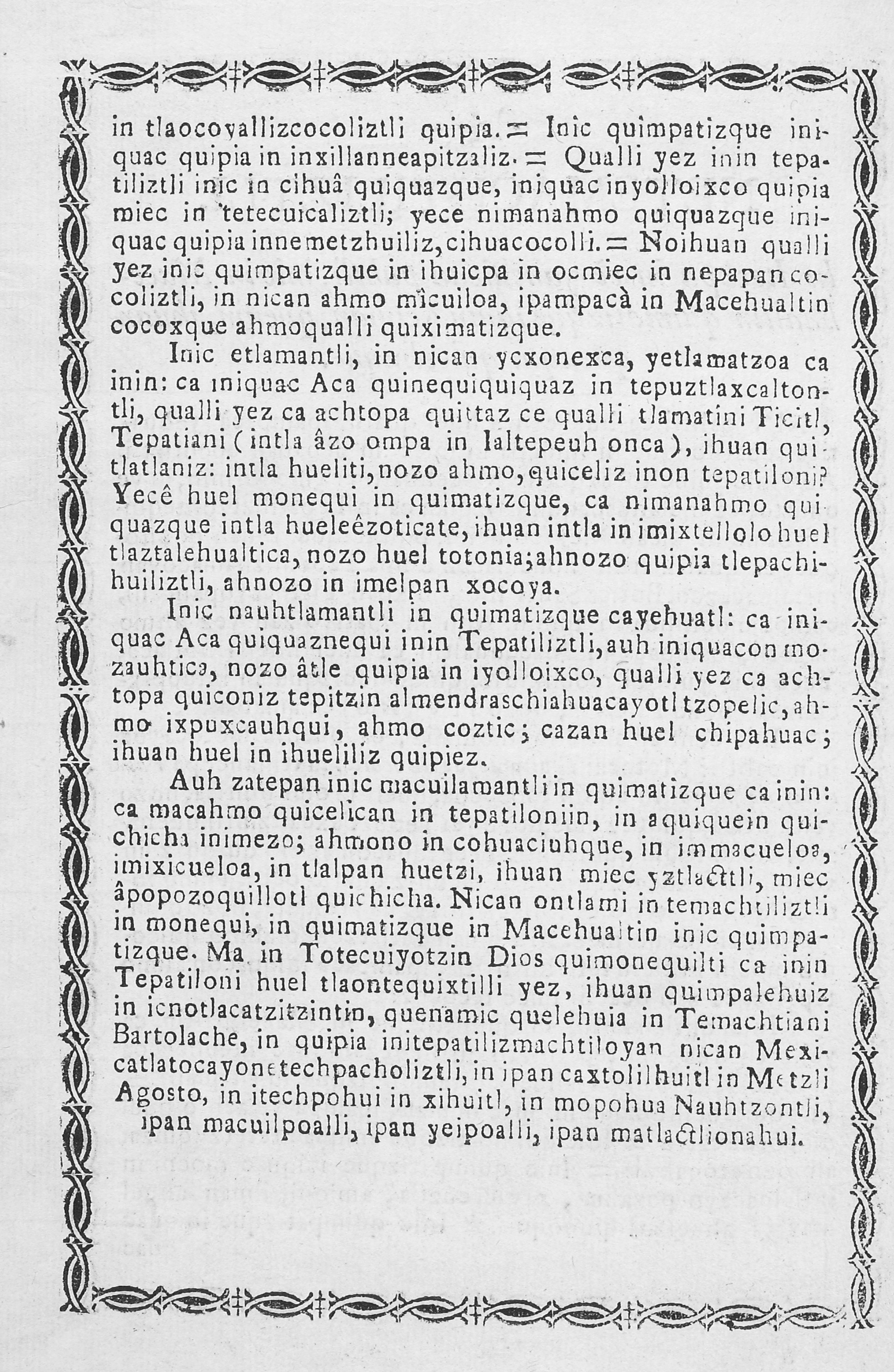
Traducción de Bartolache del español al náhuatl

Sus padres fueron Juan José Bartolache Romero y Camacho y María Matilde Díaz Posada. Estudió filosofía en el Colegio de San Ildefonso de la Ciudad de México y teología en el Seminario Tridentino.  Fue maestro en Mazatepec. En 1766 obtuvo el título de bachiller en medicina. En 1768 impartió la cátedra de astrología y matemáticas en la Real y Pontificia Universidad de México, en sustitución de Joaquín Velázquez de León. De 1769 a 1771 incursionó en el estudio de la astronomía, realizando observaciones de cuerpos celestes junto con Antonio Alzate y Joaquín Velázquez de León. De estas observaciones, y con la ayuda de Antonio de León y Gama, se logró fijar la latitud de la Ciudad de México en 19° 26', siendo ésta la medición más correcta del siglo XVIII.
En 1769 publicó el libro Lecciones Matemáticas, el cual dedicó al virrey Carlos Francisco de Croix. En 1772 presentó sus exámenes para obtener los grados de licenciatura y doctorado. De octubre de 1772 a febrero de 1773 publicó 16 números de un periódico llamado Mercurio Volante, el cual contenía noticias sobre física y medicina. En 1779 publicó una obra llamada Instrucción que puede servir para que se cure a los enfermos de las viruelas epidémicas que ahora se padecen desde fines del estío en el año corriente de 1779, y más tarde Noticias posibles para sanos y enfermos, que se tradujo al náhuatl con el título de Netemachtilztli.
En el campo de la medicina, ayudó a prevenir la anemia al inventar unas pastillas férricas, y destacó su actividad durante la epidemia de viruela de 1779, para lo cual redactó la Instrucción que puede servir para que se cure a los enfermos de las viruelas epidémicas que ahora se padecen en México. En 1782 fue secretario de la Junta Preparatoria Académica de las Tres Nobles Artes de San Carlos.
Fue miembro de la Real Sociedad Bascongada de los Amigos del País y posteriormente fue ensayador de la Real Casa de Moneda de México y primer director del Apartado de Oro y Plata (1779 - 1790). Falleció el 10 de junio de 1790. Su libro Opúsculo guadalupano se publicó de manera póstuma ese mismo año.